# Synthetonychia oparara
Synthetonychia oparara is een hooiwagen uit de familie Synthetonychidae.